# Sammy McCrory
Sammy McCrory (Belfast, 11 ottobre 1924 – 4 maggio 2011) è stato un calciatore nordirlandese, di ruolo attaccante.

## Palmarès

### Club

#### Competizioni nazionali
- Third Division South: 1

Swansea City: 1948-1949